# بيتر هويلز
بيتر هويلز (9 أكتوبر 1981 في المملكة المتحدة - ) (بالإنجليزية: Peter Howells)‏ هو لاعب كريكت بريطاني. لعب مع Durham University Centre of Cricketing Excellence ‏.

## وصلات خارجية
- بيتر هويلز على موقع إي آس بي آن كريك إنفو (الإنجليزية)